# Bolgár labdarúgó-szövetség
A bolgár labdarúgó-szövetség (bolgárul: Български футболен съюз, magyar átírásban: Balgarszki futbolen szajuz) Bulgária nemzeti labdarúgó-szövetsége. A szövetség szervezi a bolgár labdarúgó-bajnokságot és működteti a bolgár labdarúgó-válogatottat.
A szövetség székhelye Szófiában található.

## A szövetség eddigi elnökei
| Elnök(ök)                                                                   | Időszak     |
| --------------------------------------------------------------------------- | ----------- |
| Pavel Grozdanov, Cvetan Genov, Ivan Batandzsiev, L. Szokerov és D. Hrisztov | 1923–1944   |
| Georgi Sztojanov                                                            | (1946–1948) |
| Iszak Katalan                                                               | 1948        |
| Ivan Nikolov                                                                | 1948–1949   |
| Mladen Nikolov                                                              | 1949–1951   |
| Petar Kolarov                                                               | 1951–1952   |
| Sztefan Petrov                                                              | 1952–1959   |
| Lacsezar Avramov                                                            | 1959–1961   |
| Kiril Nesztorov                                                             | 1961–1962   |
| Nedjalko Donszki                                                            | 1962–1970   |
| Danail Nikolov                                                              | 1970–1975   |
| Ivan Nikolov                                                                | 1975–1979   |
| Krum Vaszilcsev                                                             | 1979–1982   |
| Dimitar Nikolov                                                             | 1982–1984   |
| Ivan Spatov                                                                 | 1984–1986   |
| Andon Trajkov                                                               | 1986–1990   |
| Szlavcso Tepavicsarov                                                       | 1990–1991   |
| Dimitar Largov                                                              | 1991–1993   |
| Valentin Mihov                                                              | 1993–1994   |
| Hriszto Danov                                                               | 1994–1995   |
| Ivan Szlavkov                                                               | 1995–2005   |
| Boriszlav Mihajlov                                                          | 2005–2019   |